# Фањано Олона
Фањано Олона (итал. Fagnano Olona) је насеље у Италији у округу Варезе, региону Ломбардија.
Према процени из 2011. у насељу је живело 11906 становника. Насеље се налази на надморској висини од 263 м.

## Становништво
Према резултатима пописа становништва 2011. у општини је живело 12.141 становника.
| 1931. | 1936. | 1951. | 1961. | 1971.  | 1981.  | 1991.  | 2001.  | 2011.  |
| ----- | ----- | ----- | ----- | ------ | ------ | ------ | ------ | ------ |
| 4.985 | 5.125 | 6.249 | 8.140 | 10.264 | 10.488 | 10.372 | 10.418 | 12.141 |

## Партнерски градови
- Grantorto